# Xenoturbella
Xenoturbella is een geslacht in de onderstam van de Xenoturbellida. Het geslacht telt 7 soorten in totaal.
Voor kenmerken, voorkomen en ontwikkeling: zie Xenoturbellida.

## Taxonomie
- Stam Xenacoelomorpha
  - Onderstam Xenoturbellida
    - Familie Xenoturbellidae
      - Geslacht Xenoturbella
        - Soort Xenoturbella bocki Westblad 1949
        - Soort Xenoturbella churro Rouse, Wilson, Carvajal & Vrijenhoek 2016
        - Soort Xenoturbella hollandorum Rouse, Wilson, Carvajal & Vrijenhoek 2016
        - Soort Xenoturbella japonica
        - Soort Xenoturbella monstrosa Rouse, Wilson, Carvajal & Vrijenhoek 2016
        - Soort Xenoturbella profunda Rouse, Wilson, Carvajal & Vrijenhoek 2016
        - Soort Xenoturbella westbladi Reisinger, 1960